# Napalm
Napalm je zapaljiva smeša gelirajućeg agensa i isparljive petrohemikalije (obično benzin (petrol) ili dizel-gorivo). Naziv je portmanto imena dva konstituenta, originalnih agenasa za zgušnjavanje i geliranje: koprecipitiranih aluminijumskih soli naftenske i palmitinske kiseline. Napalm B je modernija verzija napalma (u kojoj se koriste stirenski derivati) i, mada je izrazito razlikuje po svojoj hemijskoj kompoziciji, on se često naziva jednostavno „napalm”.
Napalm je bio originalno razvijen 1942. godine u tajnoj laboratoriji pri Harvardskom univerzitetu. Za njegov razvoj je zaslužan tim koji je predvodio hemičar Luis Fiser u okviru Službe za hemijsko ratovanje Sjedinjenih Država. Od neposrednog prvobitnog interesa je bila njegova podesnost kao sredstva za spaljivanje za upotrebu u kampanjama vatrenog bombardovanja tokom Drugog svetskog rata, ali je njegova sposobnost da bude koherentno isporučen u postojanom mlazu koji se može preneti na znatne udaljenosti (umesto goruće vatrene kugle čistog benzina) rezultirala i u njegovoj širokoj adaptaciji u pešadijskim/borbenom inženjerskim plamenobacačima.
Napalm gori na istoj temperaturi kao i benzin, ali tokom dužeg vremena. On se lakše raspršuje i čvrsto se drži svojih ciljeva. Ove osobine ga čine izuzetno efikasnim (i kontroverznim) u antistrukturnoj i protivpešadijskoj ulozi. On je bio široko korišten u vazdušnim i kopnenim dejstvima, pri čemu je do najvećeg stepena primene došlo tokom bombardovanja u Drugom svetskom ratu (najzapaženije u veoma efikasnim napadima spaljivanja japanskih gradova 1945. godine), i kasnije u ulogama bliske vazdušne podrške u Koreji i Vijetnamu. Napalm je isto tako gorivo u većini plamenobacača (tenkovskih, brodskih i pešadijskih) korištenih nakon Drugog svetskog rata, dajući im znatno veći opseg, i korišten je u toj ulozi kao uobičajeno (i strahopoštovano) oružje u urbanom ratovanju sa obe zaraćene strane u Drugom svetskom ratu. Više nacija (uključujući Sjedinjene Države, Kinu, Rusiju, Iran i Severnu Koreju) održavaju velike zalihe oružja raznih tipova baziranih na napalmu .

## Forme
Napalm je korišten u plamenobacačima, bombama i tenkovima u Drugom svetskom ratu. Smatra se da je formulisan tako da sagoreva specifičnom brzinom i da se pridržava površina kako bi povećao svoju zaustavnu snagu. U toku sagorevanja, napalm brzo uklanja kiseonik iz dostupnog vazduha i formira velike količine ugljen monoksida i ugljen dioksida.
Alternativne kompozicije se koriste za različite vidove primene, e.g. trietilaluminijum je pirolitičko jedinjenje koje pomaže sagorevanje.

## Razvoj
Upotreba vatre u ratovanju ima dugu istoriju. Pretpostavlja se da je grčka vatra, koja se isto tako naziva „lepljiva vatra” (πῦρ κολλητικόν, pýr kolletikón), imala naftnu osnovu. Razvoj napalma bio je podstaknut upotrebom smeša za zagrevanje benzina od strane savezničkih snaga tokom Drugog svetskog rata. Lateks, koji je korišten u ranim formama zapaljivih naprava, postao je oskudan, jer je bilo skoro nemoguće doći do prirodne gume nakon što je Japanska armija okupirala plantaže gume u Maleziji, Indoneziji, Vijetnamu, i Tajlandu.
Ova nedostupnost prirodne gume je podstakla hemičare u američkim kompanijama kao što su Dupont i Standard Oil, i istraživače na Harvardskom univerzitetu, da razviju veštačke alternative — veštačku gumu za sve vidove upotrebe, uključujući automobilske gume, tenkovske gusenice, zaptivače, creva, medicinske materijale i odeću koja štiti od kiše. Tim hemičara koji je predvodio Luis Fiser na Harvardskom univerzitetu je prvi razvio sintetički napalm, tokom 1942. „Proizvodnja napalma je prvo bila poverena Nuodeks produktima, i do sredine aprila 1942. godine su oni razvili smeđi, suvi prah, koji sam po sebi nije bio lepljiv, ali se u smeši sa benzinom pretvarao u ekstremno lepljivu i zapaljivu supstancu.” Jedan od Fiserovih kolega je predložio dodavanje fosfora u smešu, čime je povećana „sposobnost duboke penetracije ... u mišićno tkivo, gde bi nastavio da gori dan za danom.”
Dana 4. jula 1942, prvi test je obavljen na fudbalskom terenu u blizini Harvardske poslovne škole. Testovi pod operacionim uslovima su obavljeni na Džefersonovom dokaznom terenu na namenskim zgradama jedne farme, i naknadno na Dagvejskom dokaznom terenu na zgradama koje su dizajnirane i konstruisane da predstavljaju one koje su postojale u nemačkim i japanskim gradovima. Ova nova smeša hemikalija je široko korošćena tokom Drugog svetskog rata u zapaljivim bombama i plamenobacačima.
Od 1965 do 1969,  hemijska kompanija je proizvodila napalm B za Američke oružane snage. Nakon što su objavljene vesti o smrtonosnim i unakažavajućim efektima napalma B, javnost je počela da bojkotuje proizvode ove firme, i njeno regrutovanje novih hemičara, hemijskih inženjera, i drugog osoblja, sa univerzitetskim diplomama bilo je predmet bojkota i protesta. Rukovodstvo kompanije je odlučilo da je njihova „prva obaveza bila prema vladi”. U međuvremenu, napalm B je postao simbol rata u Vijetnamu.

## Vojna primena
Napalm je prvobitno upotrebljavan u zapaljivim bombama, a zatim je korišten kao gorivo u plamenobacačima. Prva zabeležena strateška upotreba napalmskih zapaljivih bombi se dogodila u napadu Vazdušnih snaga vojske SAD na Berlin dana 6. marta 1944, koristeći američke AN-M76 zapaljive bombe sa PT-1 (Pirogel) puniocem. Prva poznata taktička upotreba od strane USAAF je bila u okviru 368. borbene grupe, severoistočno od Kompjenja u Francuskoj dana 27. maja 1944. godine i britanskih aviona De Heviland DH.98 Moskito iz Br. 140 krila RAF, Druge taktičke avijacione grupe dana 14. jula 1944, koji su koristili AN-M76 zapaljive bombe u napadu odmazde na 17. SS diviziji mehanizovane pešadije „Götz von Berlichingen“ u Bonej Maturu. Vojnici ove Vafen-SS jedinice su zarobiii i pogubili britanskog SAS ratnog zarobljenika, poručnika Tomosa Stefensa, koji je učestvovao u operaciji Bulbasket, i nekoliko lokalnih boraca pokreta otpora. Iako to nije bilo poznato u vreme vazdušnog napada, grupa od 31 drugih ratnih zarobljenika iz iste jedinice SAS, te američki pilot koji se pridružio jedinici SAS, takođe su bili pogubljeni.
Dalja upotreba napalma američkih snaga se odvila na Pacifičkom teatru operacija, gde je tokom 1944 i 1945, napalm korišten kao taktičko oružje protiv japanskih bunkera, tunela i drugih utvrđenih pozicija, posebno na Sajpanu, Ivo Džimi, Filipinima i Okinavi, gde su duboko ukopane japanske trupe odbijale da se predaju. Napalmske bombe su Američka ratna mornarica, Američke vazdušne snage i Marinski korpus Sjedinjenih Država bacali iz aviona, u potpori kopnenih trupa. Zatim, kad je Armijskim vazduhoplovnim snagama SAD na Marijanskima ostrvima ponestalo konvencionalnih termitnih zapaljivih bombi za njihove B-29 supertvrđave za bombardovanje japanskih gradova, njihovi vrhovni zapovednici, kao što je general Kertis Lemej, koristili su napalmske bombe za nastavak vatrenih napada na velike japanske gradove. U Evropskom teatru operacija napalm su koristile američke snage u opsadi La Rošela u aprilu 1945. protiv nemačkih vojnika (i nenamerno francuskih civila u Roajanu) – oko dve nedelje pre kraja rata.
Sjedinjene Države su isto tako široko koristile napalm tokom Korejskog rata. Njihove kopnene snage u Severnoj Koreji bile su brojno nadmašene na odbrambenim tačkama kineskim i severnokorejskim snagama, ali su ratno vazduhoplovstvo i mornarička avijacija imali vazdušnu kontrolu nad skoro celokupnom Korejskim poluostrvom. Stoga je, bliska vazdušna podrška kopnenih trupa duž granice između Severne i Južne Koreje bila vitalna. Američki i drugi U.N. piloti su koristili napalm B za napade u Severnoj Koreji. Napalm se verovatno ponajviše koristio tokom bitke "predstraža Hari" u Južnoj Koreji tokom noći 10–11 juna 1953. Hemijki oficir Osme armije Donald Bode je zapisao da su u „prosečnom dobrom danu” UN piloti koristili 70.000 galona napalma, od čega su približno 60.000 galona koristile snage SAD. U dokumentarnom filmu Džona Forda iz 1951, Ovo je Koreja, snimci napalmskih napada je propraćeni glasom Džona Vejna koji govori, „Spali ih, skuvaj ih, sprži ih”.
Njujork Herald Tribjun je pisao „Napalm je br. 1 oružje u Koreji”. Vinston Čerčil, je između ostalih, kritikovao američku upotrebu napalma u Koreji, nazivajući je „veoma okrutnom”, jer su US/UN snake, on je napomenuo, „raspršivale napalm na sve srane po civilnom stanovništvu”, „spaljujući ogromne mase ljudi”. Američki zvaničnik koji je primio ovu izjavu, odbio je da je objavi.
Napalm je postao suštinski element američkog vojnog dejstva tokom rata u Vijetnamu, jer su ga snage sve više koristile zbog njegovih taktičkih i psiholoških efekata. Prema nekim izveštajima je u tom regionu između 1963. i 1973. godine ispušteno oko 388.000 tona američkih napalm bombi, u poređenju sa 32,357 tona korištenih tokom tri godine u Korejskom ratu, a 16.500 tona koje su pale na Japan 1945. godine. Američko ratno vazduhoplovstvo i ratna mornarica su veoma uspešno koristili napalm protiv širokog spektra ciljeva, kao što su trupe, tenkovi, zgrade, džungla, i čak železnički tuneli. Efekat nije uvek bio čisto fizički, jer je napalm isto tako imao znatne psihološke efekte na neprijatelja.
Varijanta napalma je proizvođena u Rodeziji za vrstu oružja poznatu kao Frantan između 1968 i 1978, i ekstenzivno su je primenjivale Rodezijske vazdušne snage tokom Rodezijskog građanskog rata. U maju 1978. godine je Herbert Uševokunze, ministar za zdravlje Afričkog nacionalnog saveza Zimbabvea (ZANU) proizveo fotografsku evidenciju o civilnim žrtvama Rodezijskih napalmskih napada, koju je cirkulirao tokom svoje ture u SAD. Vlade Mozambika i Afričkog narodnog saveza Zimbabvea (ZAPU) su isto tako objavili tvrdnje u zemlji i inostranstvu otprilike u isto vreme kada su napalmski napadi na gerilske ciljeve postali uobičajena pojava u vojnim operacijama u Rodeziji.Južnoafričke vazdušne snage su često koristile napalm pri vazdušnim napadima Atlas Impala na guerilske baze u Angoli tokom Južnoafričkog graničnog rata.

## Literatura
- Noyes, W.A. Jr. (1948). Science in World War II: Chemistry. Boston: Little, Brown and Company. стр. 392, 393.
- Lindqvist, Sven (2001). A History of Bombing. New York: The New Press. стр. 105. ISBN 978-1-56584-625-8.
- Neer, Robert M. (2013). Napalm: An American Biography. Belknap Press. ISBN 978-0-674-07301-2..

## Spoljašnje veze
- Hawker Tempest WW II testing including Napalm dropping на веб-сајту